# Vác
Vác es una ciudad (en húngaro: "város") en el condado de Pest, en Hungría. En ocasiones se la conoce también por los antiguos nombres de  Vacz y Vacs. Se encuentra a unos 34 kilómetros al norte de Budapest, a orillas del río Danubio. 

## Historia
Villa del Reino de Hungría, fue ocupada por el Imperio otomano en 1541 durante el sitio de Buda. El ejército de los Habsburgo (que ya la conquistaron entre 1595-1620)  la tomaría el 27 de junio de 1684.
La catedral de Vác fue construida entre 1761 y 1777. También hay un arco del triunfo del siglo XVIII. El centro de la ciudad es de estilo barroco.

## Ciudades hermanadas
Vác está hermanada con:
- Deuil-la-Barre, Francia.
- Donaueschingen, Alemania.
- Dubnica nad Váhom, Eslovaquia.
- Giv'atayim, Israel.
- Järvenpää, Finlandia.
- Odorheiu Secuiesc, Rumanía.
- Šahy, Eslovaquia.
- Tiáchiv, Ucrania.